# BDM Werk Glaube und Schönheit
Pour les articles homonymes, voir BDM.

Logo de l'organisation.

La BDM Werk und Glaube Schönheit, ou Société des BDM pour la Foi et la Beauté est une organisation fondée en 1938, chargée de servir de lien entre l'organisation féminine de jeunesse nazie (les Bund Deutscher Mädel, ou BDM) et l'organisation féminine adulte (le NS-Frauenschaft). L'adhésion est volontaire et ouverte aux filles 17 à 21 ans.

## Activités
Le BDM Werk Glaube und Schönheit vise à permettre aux jeunes filles d'entrer dans l'âge adulte. On les aide ainsi, par des cours, à devenir de bonnes épouses et mères ; elles peuvent suivre des formations d'économie domestique, de mode, de puériculture, etc. Selon le docteur Jutta Rüdiger, devenue chef des BDM en 1937 : « la tâche de notre Ligue de jeunes filles est de les pousser à porter le flambeau du monde national-socialiste. Nous avons besoin de jeunes filles qui sont en harmonie avec leurs corps, leurs âmes et leurs esprits. Nous avons besoin de jeunes filles qui, à travers un corps sain et un esprit équilibré, incarnent la beauté de la création divine. Nous voulons élever des filles qui croient en l'Allemagne et en notre chef, et qui transmettront ces idées à leurs futurs enfants ».

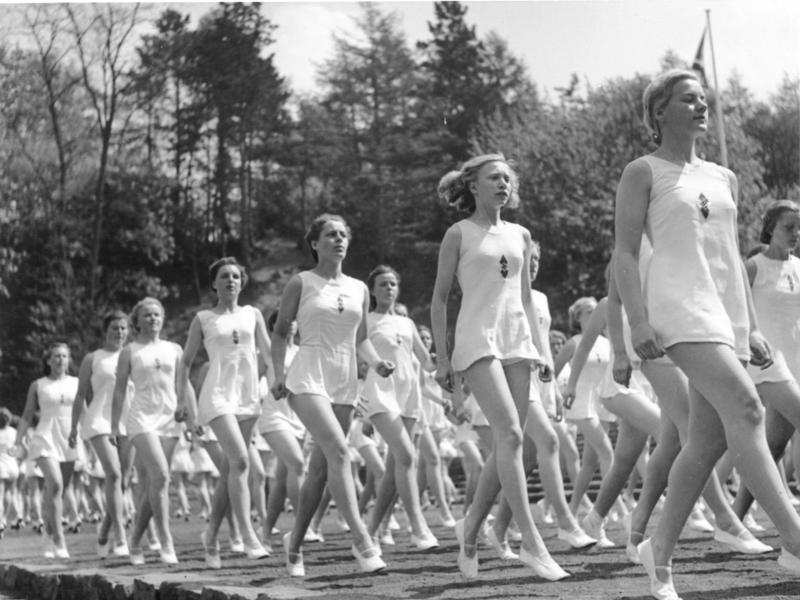
Une démonstration de gymnastique, organisée par BDM en 1941.

À partir de 1942, Jutta Rüdiger dirige l'organisation BDM Werk Glaube und Schönheit qui assure le lien entre le BDM et le NS-Frauenschaft.